# Storm Area 51, They Can't Stop All of Us
Storm Area 51, They Can't Stop All of Us (litt. « Prenons d’assaut la Zone 51, ils ne peuvent pas tous nous arrêter ») est un événement Facebook qui s'est déroulé le 20 septembre 2019 à la Zone 51, une base de l'United States Air Force (USAF), dans le but d'effectuer un raid à l’intérieur de la zone pour y chercher des extraterrestres.  

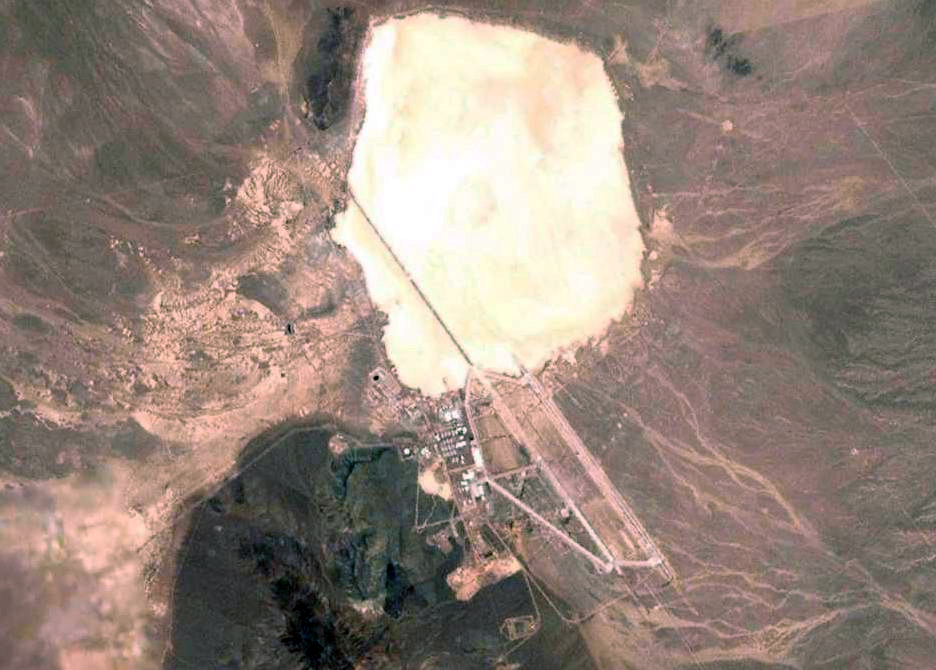
Vue aérienne de la Zone 51

En effet, malgré l'absence de preuves permettant d'en attester l'existence, il existe de nombreuses croyances selon lesquelles une ou plusieurs formes de vie extraterrestres y seraient cachées par les hautes institutions étatiques des États-Unis. L'événement a été créé par Matty Roberts, lequel s'est justifié en précisant que la planification d'un tel événement avait un but purement humoristique, et qu'il ne comptait absolument pas envahir l'une des zones les plus sécurisées des États-Unis. Il a déclaré ne pas se tenir responsable d'éventuelles victimes de l'événement si quiconque venait à véritablement effectuer le raid. Roberts a publié l'événement le 27 juin 2019. Plus de 2 100 000 personnes ont répondu « participant » sur la page de l'événement, tandis que 1 500 000 se disent intéressées,,,,.
La porte-parole de l'USAF, Laura McAndrews, a déclaré que les responsables gouvernementaux étaient au courant du mème et déconseillaient aux personnes étrangères au site de pénétrer dans la propriété militaire. L'État du Nevada a lui aussi déclaré que la Zone 51 était strictement interdite d'accès.

## Origines de l'événement
La Zone 51 fait l'objet de théories du complot portant sur les extraterrestres depuis les années 1950, époque à laquelle certaines personnes ont déclaré avoir aperçu des OVNIS autour de la base. Cette période coïncide avec le début des essais militaires sur les avions Lockheed U-2 par la CIA dans cette même zone. La CIA a déclassifié les documents relatifs à la Zone 51 et a reconnu son existence en 2013. Les conspirationnistes pensent que la Zone 51 renferme des extraterrestres, des OVNIS ou bien des informations secrètes les concernant,. En juin 2019, le Pentagone a fourni un compte-rendu sur les OVNIS rencontrés par des pilotes de la marine à des membres du Congrès. Le président américain Donald Trump a lui aussi reçu un rapport sur les OVNIS.
L'étudiant Matty Roberts, le créateur de l'événement, en a eu l'idée après avoir visionné le podcast Joe Rogan Experience, le 20 juin 2019. Dans celui-ci, Joe Rogan s'entretient avec des lanceurs d'alerte de la Zone 51, le conspirationniste Bob Lazar, et le réalisateur Jeremy Corbell. Lazar dit[Interprétation personnelle ?] avoir travaillé sur des vaisseaux spatiaux extraterrestres lorsqu'il était en poste dans une base souterraine de la Zone 51,.

## Déroulement

### Événement Facebook et mème Internet
Matty Roberts, aussi connu sous le pseudonyme de streamer vidéo-ludique SmyleeKun, a créé l'événement sur Facebook en tant que blague le 27 juin, sans s'imaginer l'impact viral que l'événement recevrait peu de temps après. L'événement prévoit un raid dans la vallée de l'Amargosa de 3 h 0 à 6 h 0 (heure locale) le 20 septembre 2019,,. L'événement Facebook précise, en anglais : « Si nous courons comme dans Naruto, nous irons plus vite que leurs balles. Allons voir ces aliens. » en référence au style unique de course des personnages du manga Naruto, qui courent les bras tendus en arrière et le torse incliné vers l'avant,,. Roberts a déclaré que l'événement avait reçu environ 40 signatures durant les trois jours suivant la publication de l'événement, avant que celui-ci ne fasse soudainement le tour d'internet,. En premier lieu, le mème s'est probablement répandu sur l'application TikTok, puis sur Reddit et Instagram. La page Facebook de l'événement foisonne de milliers de publications satiriques proposant les meilleures manières de pénétrer dans la Zone 51. Après la propagation du mème, Roberts a craint de recevoir une visite du FBI. L'événement enregistre 1 600 000 participants et 1 200 000 intéressés à la date du 18 juillet. L'événement a été désactivé le 20 juillet.
Le rappeur Lil Nas X a sorti un clip musical pour le remix de Young Thug et de Mason Ramsey de Old Town Road portant sur le raid prévu,,.
Des événements imitant l'original, tels que des plans d'invasion de caveaux funéraires de l'Église de Jésus Christ des Saints des Derniers Jours, du Loch Ness et du Triangle des Bermudes ont également été créés.

### Réponse du gouvernement
Le 10 juillet, la porte-parole de l'USAF, Laura McAndrews, a déclaré au Washington Post que plusieurs responsables étaient au courant de l'événement, avant de conclure par l'avertissement suivant : « [La Zone 51] est une base d'entraînement en extérieure réservée à l'USAF, et nous déconseillons à qui que ce soit d'essayer de pénétrer la zone où s'entraînent des forces armées américaines ». Elle ajoute : « L'USAF est toujours prête à protéger l'Amérique et ses actifs. » TMZ a cité plusieurs agents des forces de l'ordre du Nevada ayant déclaré que des agences gouvernementales surveillent minutieusement les réactions à la publication, affirmant que toute personne découverte dans la zone sera « arrêtée puis poursuivie en justice dans toute la mesure permise par les lois locales et militaires. » Un responsable de l'information publique de la Nellis Air Force Base a déclaré à KNPR que « toute tentative illégale d'accès à la zone est fortement déconseillée. » Une publication Reddit très partagée présente ce qui est décrit comme une séance d'information sur la course Naruto donnée à l'USAF.

### Le 20 septembre 2019
Alors que l’événement Facebook prévoyait 2 100 000 personnes participantes, seulement une cinquantaine de personnes se sont rassemblées devant le premier point de contrôle de la base militaire et quelque 1 500 personnes ont participé à un festival organisé à Rachel, le village le plus proche de la Zone 51.

## Impact sur les entreprises

### Sur le plan local
Plusieurs propriétaires d'entreprises de Rachel, ville du Nevada située à proximité de la zone et peuplée de seulement 56 habitants, ont effectué des préparatifs pour les visiteurs souhaitant se rendre dans la Zone 51. Connie West, copropriétaire du restaurant Little A'Le'Inn et d'une auberge, a vu 13 chambres de son établissement être réservées et prévoit d'ouvrir 12 hectares de terrain de camping et de créer des produits dérivés spécialement pour l'occasion,. George Harris, homme d'affaires de Las Vegas, prévoit d'embaucher plusieurs groupes de musique pour se produire lors un festival annuel appelé The Swarm. Matty Roberts a également exprimé son intérêt à l'idée d'un festival de musique organisé en dehors de la Zone 51. D'après Kosmic Kae, propriétaire du magasin Aliens R Us à Boulder City, l'événement aurait un impact positif sur ses ventes, malgré les 300 kilomètres le séparant de la Zone 51, ceci étant dû à la fascination qu'exercent les extraterrestres.

### Sur le plan national
À travers le pays, d'autres entreprises ont créé produits et services s'inspirant de l'événement. Une collection de produits dérivés a été lancée en ligne. Bud Light prévoit de sortir une nouvelle gamme promotionnelle de bières sur le thème des extraterrestres et a promis une bière gratuite pour « tout extraterrestre parvenant à sortir de la zone » à condition que leur tweet, promouvant le nouveau design soit retweeté 51 000 fois,,,.
Le restaurant de fast food Arby's a prévu de livrer des menus spéciaux sur le thème de l'événement. L'UFO Store a sorti un coffret complet de DVD promotionnels basés sur l'événement.